# المليونير المزيف (فلم)
المليونير المزيف هو فيلم مصري عرض عام 1968، بطولة فؤاد المهندس وشويكار وعبد المنعم مدبولي ولبلبة، ومن إخراج حسن الصيفي.

## قصة الفيلم
يستدين (حمدي) من تاجر الخردة (موصيري) ليصرف على اختراعاته، يحاول موصيري الحصول على سر تلك الاختراعات، يختفي حمدي فجأة ويعُلن عن موته، يطلع المحامي زوجته (ناهد) على وصية شقيقه الذي توفي بالمكسيك بأن تؤول ثروته إلى الشقيق الثالث (سعيد)، لتحدث مفاجأة تغير مجرى الأحداث.

## طاقم التمثيل
- فؤاد المهندس: (المهندس حمدي الشيال / سعيد المكسيكي)
- شويكار: (زهرة الهواري)
- عبد المنعم مدبولي: (حسني متى المغربل المُحامي)
- لبلبة: (نيفين موصيري)
- عباس فارس: (الخواجة موصيري دويك)
- بدر الدين جمجوم: (عفيفي)
- نجوى فؤاد: (سميحة)
- سمير صبري: (سمير)
- حسن مصطفى: (الروبوت ماك ماك)
- محمد شوقي: (المحضر)
- فيفي يوسف: (والدة زهرة)
- عبد الغني النجدي: (عنتر - وكيل المحامي)
- سيد إبراهيم: (الشاويش)
- أنور مدكور: (مدير شركة السيارات)
- عبد المنعم بسيوني
- سيد مندولين

## فريق العمل
- إخراج: حسن الصيفي
- قصة: عبد المنعم مدبولي، سمير خفاجي
- سيناريو وحوار: نبيل غلام
- مدير التصوير: محمد عمارة
- مونتاج: فكري رستم
- إنتاج: أفلام حسن الصيفي
- توزيع داخلي: شركة القاهرة للإنتاج السينمائي
- توزيع خارجي: بيترا فيلم